# Gic
Pour l’article homonyme, voir GIC.
Gic est un village et une commune du comitat de Veszprém en Hongrie.